# Капелла (Петергоф)
Це́рковь свято́го Алекса́ндра Не́вского — православный храм в Петергофе, в парке Александрия. В обиходе известен как Капе́лла или Готическая капелла.
Церковь приписана к собору Петра и Павла в Петергофе. Настоятель — протоиерей Михаил Терюшов.

## История
В 1829 году, после завершения строительства Коттеджа, возникла необходимость в домовой церкви. Место для будущей домашней молельни в западной части Александрии выбрал сам Николай I.
Проекты фасадов и планы были выполнены известным немецким зодчим Карлом Фридрихом Шинкелем, а непосредственное наблюдение за строительством осуществлял архитектор Адам Менелас, после кончины которого, с сентября 1831 года эта роль была возложена на архитектора Иосифа Шарлеманя.
Торжественную закладку церкви совершил 24 мая 1831 года духовник Императора протопресвитер Николай Музовский в Высочайшем присутствии.
Летом 1834 года строительство было закончено, и 3 июля 1834 года состоялось торжественное освящение церкви во имя святого благоверного великого князя Александра Невского, совершённое тем же протопресвитером Николаем Музовским в Высочайшем присутствии.
Храм являлся домовой церковью императорской семьи, богослужения в нём проводились только в летний период.
В 1918 году церковь была закрыта. В 1920 году в здании был открыт музей, вскоре закрытый, и лишь после капитального ремонта, в 1933 году в ней была открыта выставка по истории парка «Александрия».
Здание церкви сильно пострадало в период Великой Отечественной войны. После окончания проведённых в 1970—1999 годах реставрационных работ был вновь открыт музей.
Здание храма было освящено, но богослужения в нём не проводились. В 2003 году вновь был начат реставрационный ремонт, по окончании которого, 4 июня 2006 года церковь была торжественно освящена митрополитом Санкт-Петербургским и Ладожским Владимиром (Котляровым).
26 и 27 сентября 2006 года в храме несколько дней был выставлен гроб с телом императрицы Марии Фёдоровны, доставленный из Дании для последующего перезахоронения в Петропавловской крепости Санкт-Петербурга.

## Архитектура, внутреннее убранство

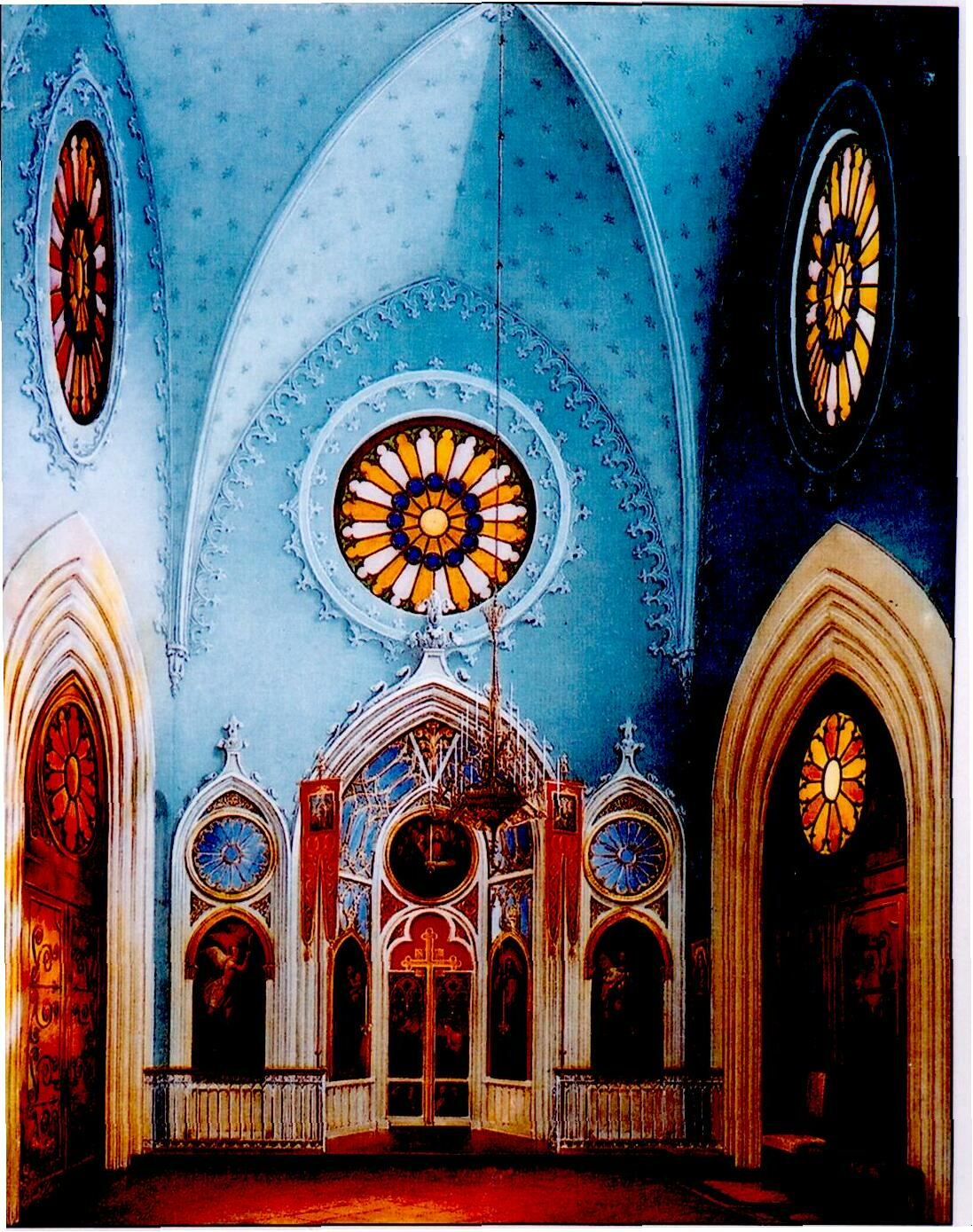
Интерьер храма. Фото 1855 года

Церковь расположена на открытом возвышенном месте. Здание построено в неоготическом стиле. Отсюда её второе обиходное наименование — Готическая капелла.
Квадратное в плане здание имеет трёхгранный выступ алтарной апсиды, по углам — двадцатиметровые восьмигранные башни со шпилями из чугуна, завершенные золочёными крестами.
Храм украшают около тысячи художественных деталей, отлитых в 1832 году на Александровском литейном заводе из чугуна по моделям М. Соколова (по мотивам рисунков Менеласа и Шарлеманя). Из медных листов были выбиты 43 статуи по моделям скульптора В. И. Демут-Малиновского — это фигуры ангелов, апостолов, евангелистов и Богоматери с младенцем.
Над каждым порталом устроено круглое окно-роза с витражом, исполненным на Санкт-Петербургском стеклянном заводе, над которыми расположено по фигуре ангела. Цветные стёкла вставлены в стрельчатые окна.
В отделке интерьера были использованы мотивы готики. Внутренняя роспись церкви была выполнена художником Т. А. Неффом.

## В литературе
Ю. Тынянов упоминает о Капелле в повести «Малолетний Витушишников»:

Храм, который император приказал соорудить у себя в Александрии, своей петергофской даче, «малютка-храмик», как называли его, был чистой готикой и не походил на пузатые купола. Указывая на стрельчатые окна и каменные кружева и оборки по углам, камер-фрау Баранова говорила [фрейлинам]: «Учитесь у них!»

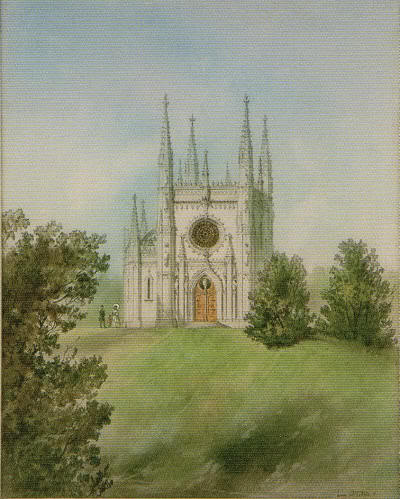
Акварель работы Иосифа Шарлеманя, 1850—1860-е годы
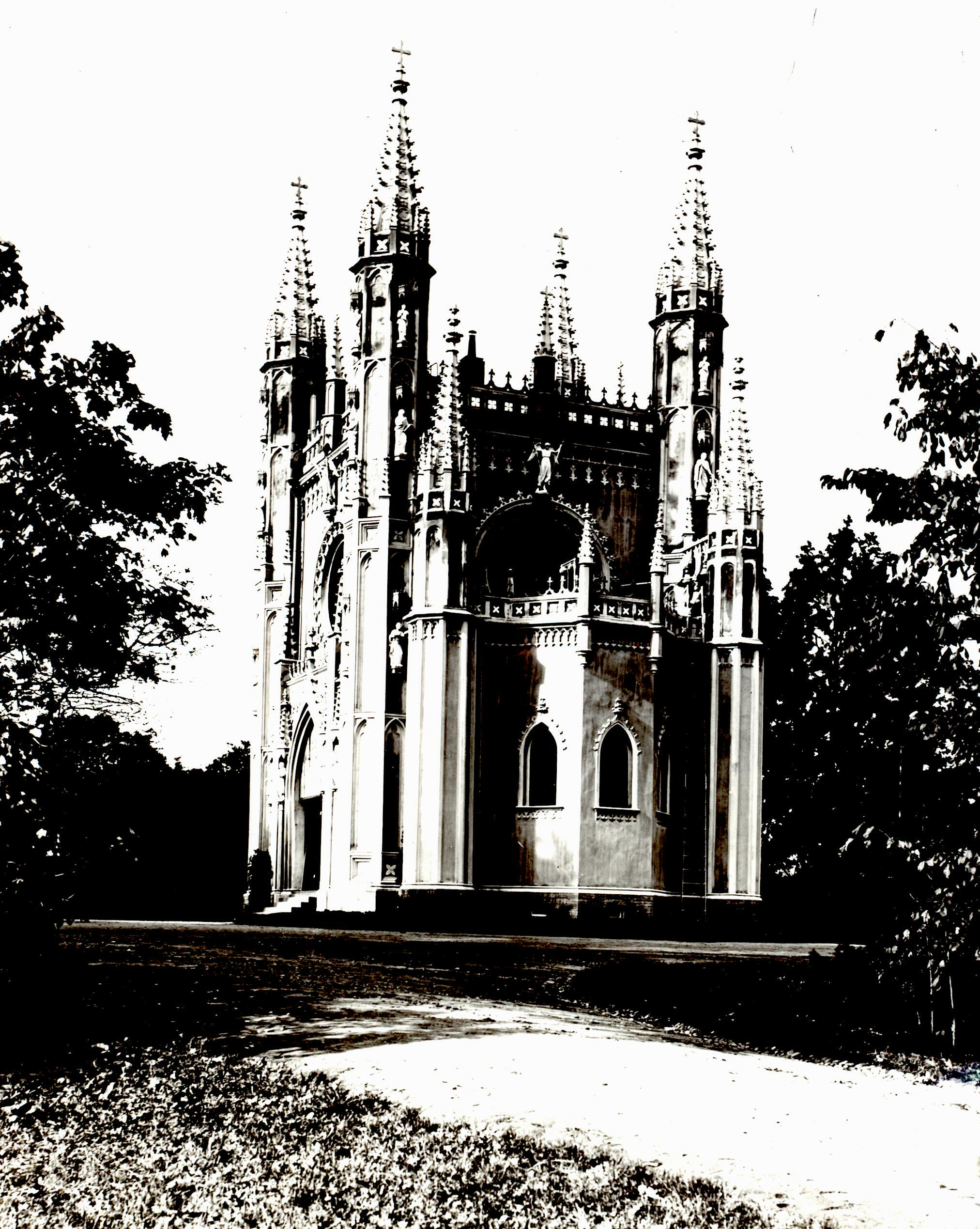
Фото 1910-х годов
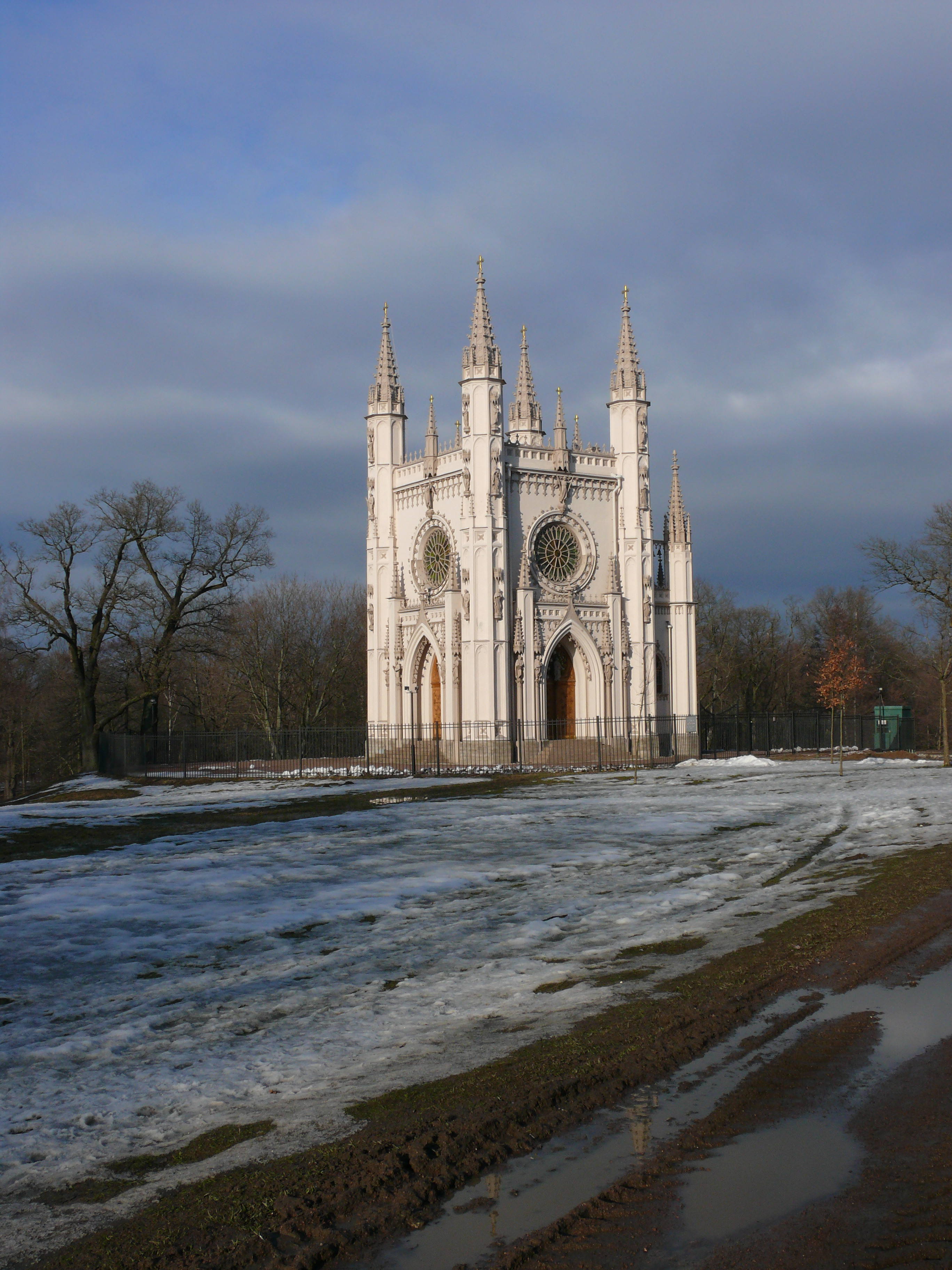
Капелла весной 2009 года
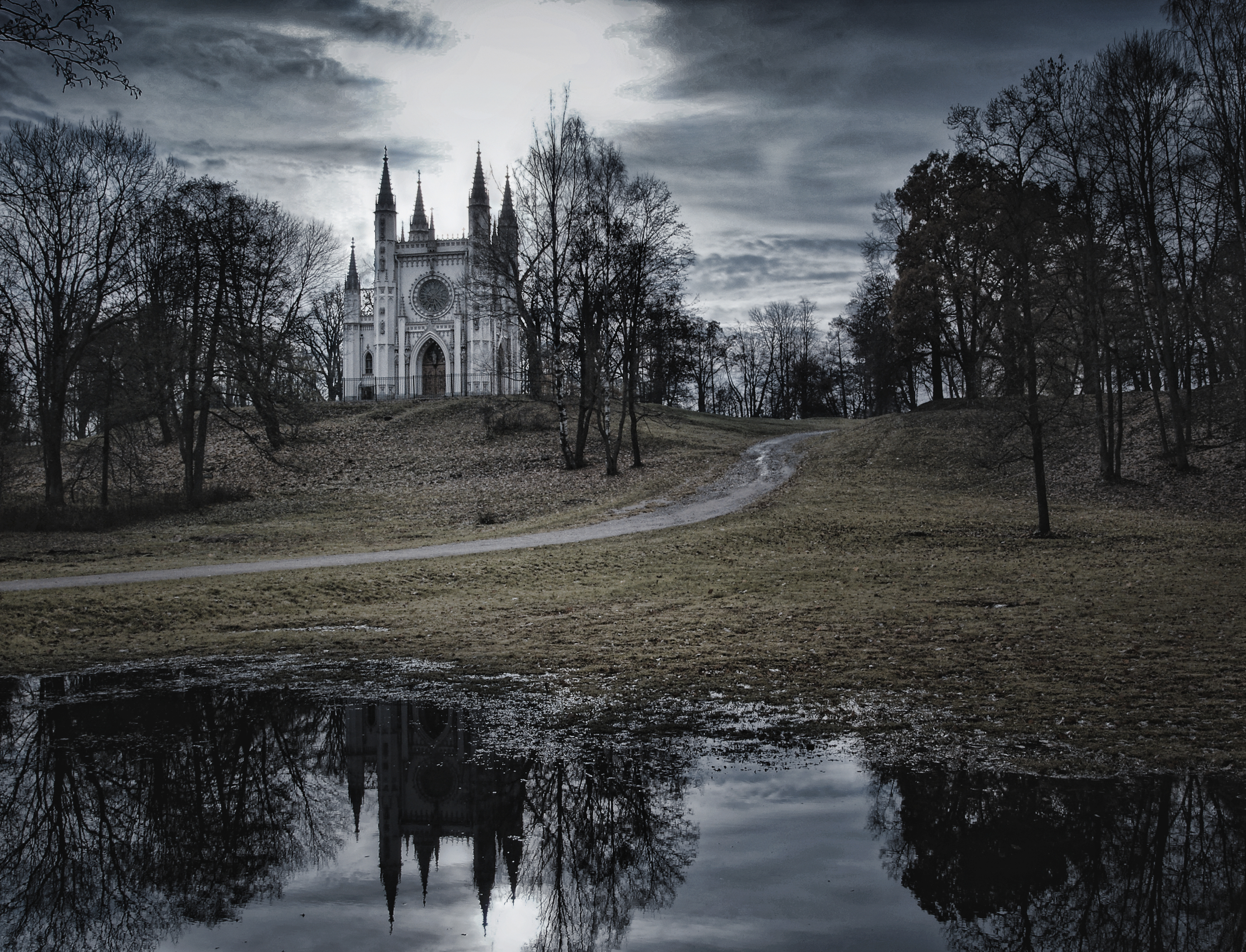
Капелла осенью 2010 года

## В кино
Здание капеллы попало в кадр в известном советском художественном фильме «Женя, Женечка и Катюша» 1967 года. В ленте можно увидеть, как выглядело здание до восстановительных работ.